# Клецк
Клецк (блр. Клецк) је град Белорусији у Минској области. Према процени из 2012. у граду је живело 10.859 становника.

## Становништво
Према процени, у граду је 2012. живело 10.859 становника.
| 1979. | 1989.  | 1999.  | 2009.  | 2012.  |
| ----- | ------ | ------ | ------ | ------ |
| 6.954 | 10.508 | 10.508 | 10.761 | 10.859 |